# Lijst van Vlaamse ministers van Onderwijs en Vorming
Dit is een lijst van ministers van Onderwijs en Vorming in de Vlaamse regering. 
Jan Lenssens, Theo Kelchtermans (en kort Hugo Weckx) beheerden reeds de Vlaamse bevoegdheden, maar Daniël Coens was pas de eerst 'echte' Vlaamse minister van onderwijs bij de definitieve bevoegdheidsoverdracht als minister van nationale opvoeding. De huidige minister is Zuhal Demir (N-VA).

## Lijst
| Nr. | Minister | Minister                     | Partij | Partij | Begin             | Einde             | Regering(en)                  | Bevoegdheid                     |
| --- | -------- | ---------------------------- | ------ | ------ | ----------------- | ----------------- | ----------------------------- | ------------------------------- |
| 1   |          | Jan Lenssens (1935-2006)     |        | CVP    | 22 december 1981  | 10 december 1985  | Geens I                       | Onderwijs                       |
| 2   |          | Theo Kelchtermans (1943)     |        | CVP    | 10 december 1985  | 18 oktober 1988   | Geens II, III                 | Onderwijs en Vorming/ Opleiding |
| 3   |          | Hugo Weckx (1935-2024)       |        | CVP    | 3 februari 1988   | 18 oktober 1988   | Geens III                     | Onderwijs                       |
| 4   |          | Daniël Coens (1938-1992)     |        | CVP    | 18 oktober 1988   | 21 januari 1992   | Geens IV                      | Onderwijs                       |
| 5   |          | Luc Van den Bossche (1947)   |        | SP     | 21 januari 1992   | 28 september 1998 | Van den Brande I, II, III, IV | Onderwijs                       |
| 6   |          | Eddy Baldewijns (1945)       |        | SP     | 28 september 1998 | 13 juli 1999      | Van den Brande IV             | Onderwijs                       |
| 7   |          | Marleen Vanderpoorten (1954) |        | VLD    | 13 juli 1999      | 20 juli 2004      | Dewael, Somers                | Onderwijs en Opleiding          |
| 8   |          | Frank Vandenbroucke (1955)   |        | sp.a   | 20 juli 2004      | 13 juli 2009      | Leterme, Peeters I            | Onderwijs en Vorming            |
| 9   |          | Pascal Smet (1967)           |        | sp.a   | 13 juli 2009      | 25 juli 2014      | Peeters II                    | Onderwijs                       |
| 10  |          | Hilde Crevits (1967)         |        | CD&V   | 25 juli 2014      | 2 oktober 2019    | Bourgeois, Homans             | Onderwijs                       |
| 11  |          | Ben Weyts (1970)             |        | N-VA   | 2 oktober 2019    | 30 september 2024 | Jambon                        | Onderwijs                       |
| 12  |          | Zuhal Demir (1980)           |        | N-VA   | 30 september 2024 | heden             | Diependaele                   | Onderwijs                       |